# Dipterocarpus indicus
Dipterocarpus indicus (лат.) — вид тропических деревьев из рода Диптерокарпус семейства Диптерокарповые. Эндемик юго-западной Индии (штаты Карнатака, Тамилнад и Керала). Встречается в низменных тропических лесах на высоте на высоте до 900 метров над уровне моря.
Высокое вечнозелёное дерево. Высота ствола до 40 метров. Листья яйцевидные или эллиптические длиной до 18 см и шириной до 8 см. Цветки белые, лепестков пять. Плод — орех до 2,5 см в диаметре.
Красновато-коричневая, твёрдая древесина этого вида широко используется для строения домов и в судостроении.
Охранный статус вида — EN — вымирающие виды.